# George von Schröder
John Henry George Freiherr von Schröder (* 24. Februar 1867 in Neuhaus an der Oste; † 13. April 1940 in Hamburg) war ein deutscher Verwaltungsbeamter.

## Leben
George von Schröder war Sohn des Karl Freiherr von Schröder und der Bertha geb. Müller. Er besuchte das Wilhelm-Gymnasium in Hamburg, wo er zu Ostern 1888 das Reifezeugnis erhielt. Anschließend studierte er Rechts- und Kameralwissenschaften in Heidelberg, Bonn und Göttingen. 1889 wurde er Mitglied des Corps Borussia Bonn. Nach dem Studium trat er in den preußischen Staatsdienst ein und wurde Regierungsassessor bei der Bezirksregierung Posen. Von 1905 bis 1917 war er Landrat des Kreises Neuhaus an der Oste in der Provinz Hannover. Am 1. Juli 1917 wechselte er als Landrat in den Kreis Eckernförde in der Provinz Schleswig-Holstein. Das Amt hatte er bis 1920 inne. Zuletzt lebte er als Landwirt auf Hof Fernsicht bei Kellinghusen. In erster Ehe war er mit Helene Dieckmann verheiratet, mit der er eine Tochter hatte. Mit Emily geb. Merck, verwitwete Gräfin von Unruh war er seit 1912 in zweiter Ehe verheiratet. Sie hatten einen Sohn.